# ジョージ・アダムス (ミュージシャン)
ジョージ・アダムス（George Adams、1940年4月29日 - 1992年11月14日）は、アメリカ・ジョージア州出身のジャズ・テナー・サクソフォーン、フルート奏者。

## 略歴
ジョージ・アダムスは、チャールズ・ミンガス、ギル・エヴァンス、ロイ・ヘインズのグループなどで活動。1974年のチャールズ・ミンガスのアルバム『ミンガス・アット・カーネギー・ホール』に収録されたカーネギー・ホールにおけるライブでは、ローランド・カーク、ドン・プーレンらと共演し注目された。彼の演奏スタイルはブルースやポピュラー・ミュージックにルーツを持ち、ローランド・カーク、ジョン・コルトレーン、アルバート・アイラーの影響を大きく受けている。
1976年の5月から6月にかけて来日。中野サンプラザにおけるギル・エヴァンス & ザ・マンデイ・ナイト・オーケストラの公演に参加した。

## ディスコグラフィ

### リーダー・アルバム
- 『ソング・オヴ・アダム』 - Jazz a Confronto 22 (1975年、Horo)
- Suite for Swingers (1976年、Horo)
- 『パラダイス・スペース・シャトル』 - Paradise Space Shuttle (1979年、Timeless Muse)
- 『サウンド・サジェスチョンズ』 - Sound Suggestions (1979年、ECM)
- 『ハンド・トゥ・ハンド』 - Hand to Hand (1980年、Soul Note) ※with ダニー・リッチモンド
- Gentlemen's Agreement (1983年、Soul Note) ※with ダニー・リッチモンド
- 『モア・サイティングス』 - More Sightings (1984年、Enja) ※with ハンニバル・マーヴィン・ピーターソン
- 『ナイチンゲール』 - Nightingale (1988年、Somethin' Else)
- 『アメリカ』 - America (1990年、Somethin' Else)
- 『オールド・フィーリング』 - Old Feeling (1991年、Somethin' Else)

### ジョージ・アダムス〜ドン・プーレン・カルテット
- All That Funk (1979年、Palcoscenico)
- More Funk (1979年、Palcoscenico)
- 『ドント・ルーズ・コントロール』 - Don't Lose Control (1979年、Soul Note)
- 『アース・ビームス』 - Earth Beams (1980年、Timeless)
- 『ライフ・ライン』 - Life Line (1981年、Timeless)
- 『メロディック・エクスカージョンズ』 - Melodic Excursions (1982年、Timeless)
- 『シティ・ゲイツ』 - City Gates (1983年、Timeless)
- 『ライヴ・アット・ザ・ヴィレッジ・ヴァンガード』 - Live at the Village Vanguard (1983年、Soul Note)
- 『ライヴ・アット・ザ・ヴィレッジ・ヴァンガード Vol.2』 - Live at the Village Vanguard Vol. 2 (1983年、Soul Note)
- 『ディシジョンズ』 - Decisions (1984年、Timeless)
- 『ライヴ・アット・モンマルトル』 - Live at Montmartre (1985年、Timeless)
- 『ブレイクスルー (ソング・フロム・ジ・オールド・カントリー)』 - Breakthrough (1986年、Blue Note)
- 『永遠の歌』 - Song Everlasting (1987年、Blue Note)

### ファランクス
- Got Something Good for You (1986年、Moers Music)
- 『オリジナル・フェイランクス』 - Original Phalanx (1987年、DIW)
- 『イン・タッチ』 - In Touch (1988年、DIW)
- Phalanx Live (2013年、American Revelation Music) ※1986年ライブ録音